# Лорето (провинция)
Лорето (исп. Provincia de Loreto) — одна из 7 провинций одноимённого перуанского региона. Площадь составляет 67 434 км², население на 2007 год — 62 165 человек. Плотность населения — 0,92 чел/км². Граничит с провинциями: Майнас (на востоке), Рекена (на юге), Альто-Амасонас (на юго-западе), Датем-дель-Мараньон (на северо-западе), а также с Эквадором (на севере). Административный центр — город Наута.

## Административное деление
В административном отношении провинция делится на 5 районов:
- Наута
- Паринари
- Тигре
- Тромпетерос
- Ураринас